# Loop di Love (dal)
A Loop di Love Rolf Steitz (1952. január 7., Köln, művésznevén J.Bastós (Jay Bastos, Juan Bastós) dala. Első megjelenése 1970, majd 1971-ben több országban kiadták, slágerlistákra is felkerült. A görög népdalon alapuló popdalt az idők során számos előadó feldolgozta. Címe nehezen lefordítható, körülbelüli jelentése „szerelmi hurok“.

## Eredete
A dal eredetije egy Kálimnosz szigeti népdal/munkadal, a Dirlanda. A szivacshalászok nehézbúvárjait a felettük lévő csónakokról, két személy által hajtott pumpákkal látták el levegővel. A Dirlanda a folyamatos és ütemes pumpálásnak adott ritmust. A világ számára Dalida francia énekesnő által vált ismertté, aki Darla dirladada címen jelentette meg 1970 nyarán. 
A Loop di Love Dieter Dierks és Michael Schepiora német szerzők által átírt és modernizált, a Dirlanda dallamát és görög hangulatát követő, de annál jóval tempósabb, modern és humoros szövegű, angol nyelvű dal. Előadója a kölni születésű, a dal felvételekor 18 éves Rolf Steitz, művésznevén Juan Bastós. Az első kiadás 1970-ban jelent meg, B. oldalon az I Follow You dallal. 
A kislemez második német és az első nemzetközi kiadása 1971-ben került a boltokba, helyi kiadókon keresztül több országban is forgalmazták. A dalhoz készült klip Amszterdam utcáin készült. A dallamos és ritmusos, könnyen megjegyezhető, táncolható dal Németországban, Hollandiában és Belgiumban felkerült a slágerlistára, utóbbi kettőben a top 3-ba. 1972-ben megjelent a német nyelvű változat, B. oldalon az Alice című dallal. Ugyanebben az évben nyitószámként rákerült J.Bastós albumára is.

## Témája
Egy néhány óráig tartó és váratlan csavarral végződő szerelmi történet egyes szám első személyben történő összefoglalása a  partner számára: a fiatalember az utcán meglátott egy gyönyörű lányt, aki azonnal elbűvölte szépségével. Összeszedte minden bátorságát és megszólította. Meglepetésére a lány rámosolygott, majd kézenfogva sétáltak tovább. Eltöltöttek egy szép napot, majd egy még szebb estét. A fiú úgy remélte, hogy rátalált a szerelem, ám a lány két csók között a fülébe súgta: remélem, hogy jól érezted magad, de lassan fizetned kéne, mert már kint vár a következő vendégem...
A megszokottól eltérő dalszerkezet egy rövid intro után csak folyamatos verze sorokat és refrént tartalmaz, bridge és  instrumentális rész nélkül.

## Jonathan King-változat
1972 augusztusában a brit Jonathan King Shag álnéven, stúdióban manipulált, eltorzított énekhangon jelentette meg  az U.K. Records kiadásában, a dalt egy promo-videóval reklámozták. Az eltorzított hang és az álnév miatt nem derült ki, hogy valójában Jonathan King hangja hallható a felvételen. A lemez a 4. helyezésig jutott a brit slágerlistán, de megjelent többek között Amerikában és Ausztráliában is.
2005 körül Jonathan King változata alapján készült egy nem hivatalos klip a Németországban igen népszerű depressziós, fatalista, mindig és mindennel elégedetlen kockakenyér bábfigura, Bernd das Brot „közreműködésével“.

## További feldolgozások
A német és holland nyelvterületen különösen népszerű dal az évek során sok feldolgozást ért meg, több nyelven és több stílusban adták elő. Az eredeti görög népdal Dirlada címmel megjelent feldolgozásai nem szerepelnek a felsorolásban. 

### Angol nyelven
- Phantom Band – 1971. Nem azonos a későbbi skót együttessel.
- Sidney Harrison (Dave Gordon, Brit Guyana-i születésű brazil énekes, angolul)- 1972
- Steve Allen (Új-Zélandi énekes) – 1973, The Collection album
- Botten Stars (svéd együttes) – 1983, I Gamla Parken album
- Mario Martens – 1984
- Saragossa Band – 1986, Za-Za-Zabadak album
- Á la carte – 1989, Sun Sun Summertime album
- Back To Fun – 1989, dance verzió
- 4T6 – 1994, euro-house stílusban
- VTM Soapband (Belgium) – 1997, Let's Party album
- DJ Ostkurve – 2004, trance-változat
- Casey Jones and the Governors – 2010, country-változat
- Graham Blvd – 2019
- djsinyo – 2022, magyar dj remix
- PROJECT E.I.E. – 2023

### Német nyelven
- J.Bastós – 1972, videó is készült
- Bourboun Family – 1973, Happy Bourboun Party album
- James Last, német nagyzenekar – 1972, Non Stop Dancing album, ének nélküli zenekari változat
- Tony Marshall – 1993, Wir Singen Loop Di Love címmel, Irma Holder új szövegével
- DJ Ötzi – 2001, Love, Peace & Vollgas album
- Armin Kah feat. Die Z Promi – 2012
- Bernhard Brink – 2016, Unendlich album, Kurt Gerritzen új szövegével
- Willi Herren – 2016, Kelly Reischl és Marco Kloss humoros új szövegével és Hamburg szórakozónegyedében készült provokatív videóval
- Bernhard Brink & DJ Valentino – 2023, Loop Di Love (Fox Remix)

### Egyéb nyelveken
- Os Carbonos (brazil együttes) – 1972, portugál nyelven
- Petr Spaleny – 1973, cseh nyelven, Má dva roky má címmel
- Ramon Wijngaarde – 2008, holland nyelven
- Stefano – 2017, holland nyelven, klip is készült
- Mannes – 2018, holland nyelven

### Videók
- J.Bastós - angol nyelven, fekete-fehér videó Amszterdam utcáin
- J.Bastós - német nyelven, keleti hastáncos szórakozóhely  témával
- Willi Herren - hamburgi transzvesztita szórakozóhely témával
- Stefano - hollandiai tengerparti sétányon és pubban